# Ратуша (Люденшайд)
Ратуша Люденшайда (нем. Rathaus Lüdenscheid) — основная резиденция администрации города Люденшайд; здание, построенное в 1956 году, расположено в западной части городского центра. Было реконструировано в 2001—2006 годах.

## История и описание
Ратуша Люденшайда является основной резиденцией городской администрации Люденшайда: новое здание, заменившее собой старую ратушу, было построено в 1956 году — служащие переехали в него в 1964 году. Новая ратуша была возведена на бывшем главном транспортном узле города — «уличной звезде» — сегодня являющейся площадью Штернплатц. До современного здания на этом месте стоял барочный купеческий «дом Дикке», появившийся в 1700 году и снесённый в 1951. К моменту постройки старая ратуша, воздвигнутая в 1874 году, уже долгое время не покрывала потребности городских властей в помещениях — потребности, которая только увеличилась после объединения города и коммуны Люденшайд-Ланд (нем. Lüdenscheid-Land), произошедшего в 1969 году.
В 2001 году была произведена реконструкция и обновление здания ратуши; в 2006 — обустройство окружающей территории, производившиеся по проектам архитектурного бюро «WES + Partner». Фасады, первоначально украшенные мозаичной цветной настенной плиткой, были переоблицованы крупными матовыми стеклянными элементами. «Холодное» впечатление от здания усиливают новые окна с горизонтальными жалюзи. Первый этаж был значительно перепланирован: за счёт площадей ресторанов и магазинов, расположенных в здании, было увеличено пространство для кабинетов сотрудников городской администрации, а старый центральный вход, выходивший на площадь Штернплатц, был полностью закрыт. Часть элементов старого дизайна, включая художественные работы, были утрачены: так старые двери зала городского совета, созданные по проекту художника Курта Тони Ноймана и украшенные рельефами с сюжетами из истории города, были заменены простыми дверями. Часть изменений вызвала протесты горожан — так рельефы Ноймана были в итоге перенесена на первый этаж и стали доступны для широкой аудитории.